# Monte Croce di Muggio
Il monte Croce di Muggio è una cima di 1799 m s.l.m. delle Alpi Orobie.

## Descrizione

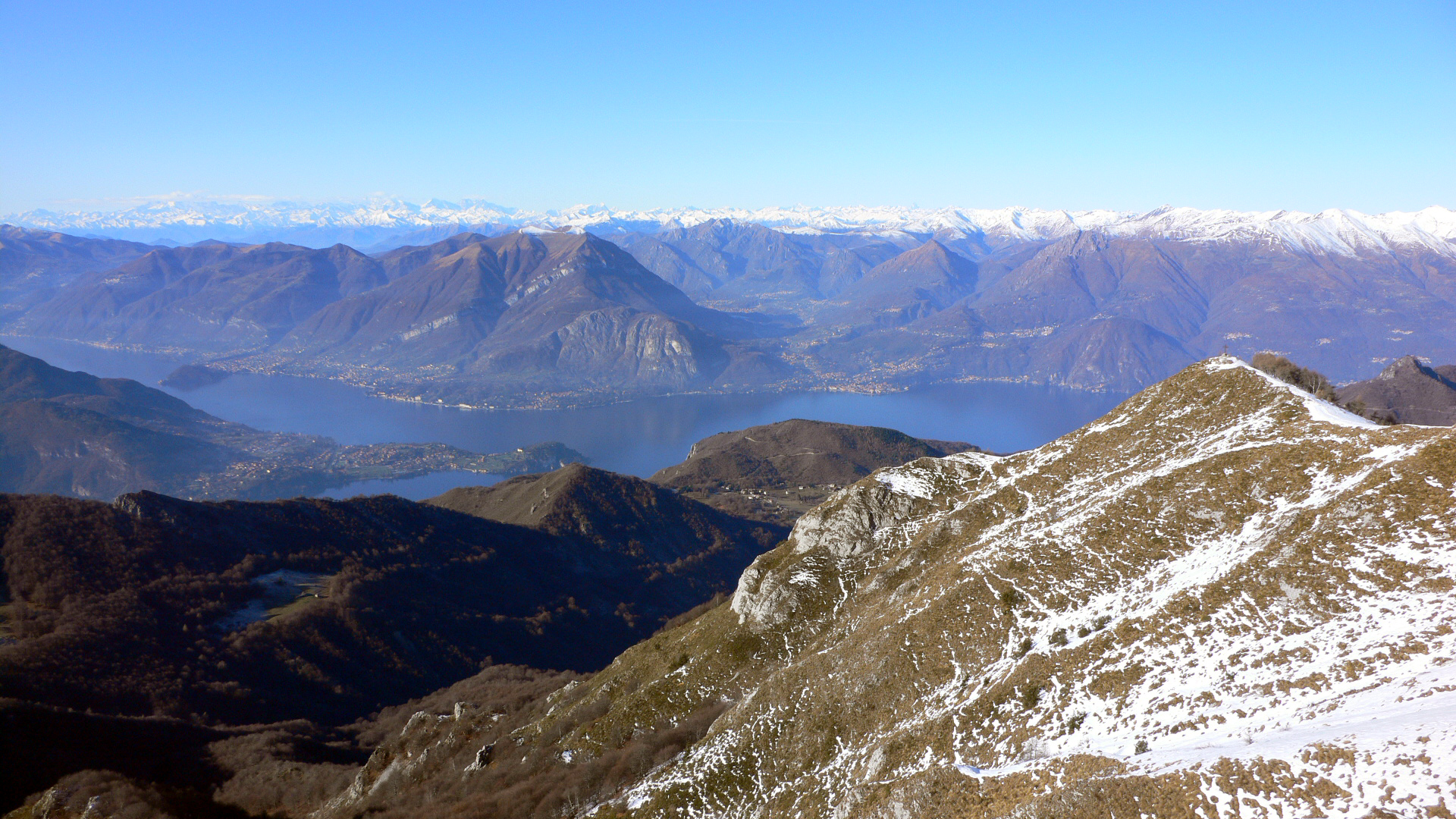
Il Monte Croce offre la vista sul promontorio di Bellagio

La montagna si trova vicino al lago di Como, presso Bellano. Il Monte Croce offre la vista sul promontorio di Bellagio, trovandosi sopra l'antico Borgo di Lierna.

## Itinerari

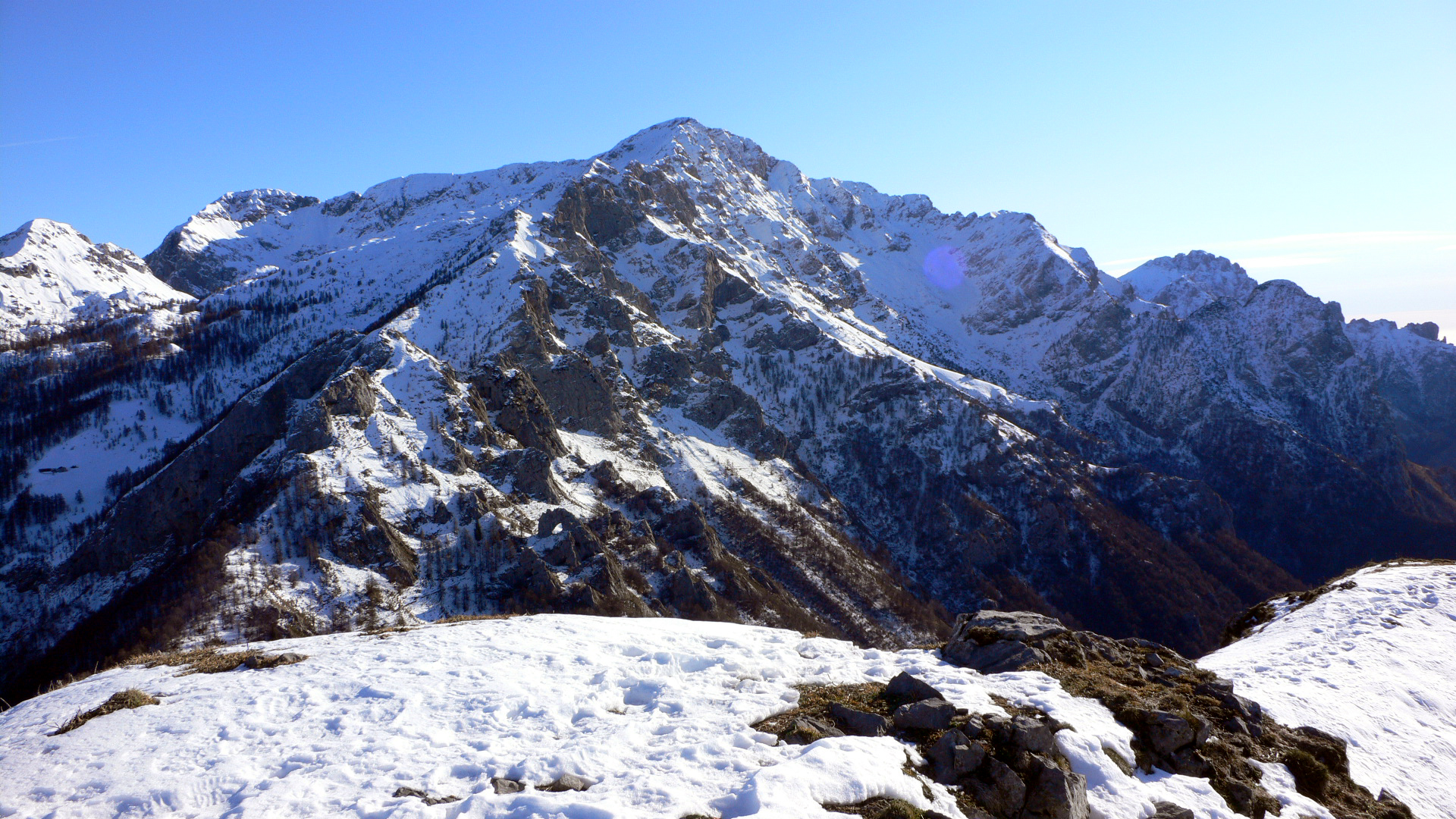

Basi di partenza sono Mornico (970 m) a sud ovest e l'Alpe di Giumello (1536 m) a nord est. Un popolare sentiero parte da Mornico e conduce per i fianchi del Matoch (1379 m) al monte Chiara (1531 m). Di qui raggiunge prima per un sentiero pianeggiante il rifugio Capanna Vittoria (1536 m) e poi la croce di vetta del Croce di Muggio.